# Augusta de Waldeck-Pyrmont
La princesse Augusta de Waldeck-Pyrmont (21 juillet 1824 – 4 septembre 1893) est une aristocrate allemande. Elle est la fille aînée de Georges II de Waldeck-Pyrmont et de son épouse, Emma d'Anhalt-Bernbourg-Schaumbourg-Hoym. Elle est la tante d'Emma de Waldeck-Pyrmont.
Elle épouse le 15 juin 1848 le comte Alfred de Stolberg-Stolberg. Ils ont eu sept enfants:
- Wolfgang (1849-1903)
- Everhard (1851-1851)
- Walrad (1854-1906)
- Henri (1855-1935)
- Erica (1856-1926)
- Albert (1861-1903)
- Volkwin (1865-1935)